# Adesione della Georgia all'Unione europea
L'adesione della Georgia all'Unione europea è il processo, iniziato con la presentazione della domanda di adesione, che dovrebbe portare la Georgia a diventare uno stato membro dell'Unione europea ed è uno dei principali obiettivi del governo georgiano.

## Processo d'adesione
Il 15 luglio 2010 l'Unione europea e la Georgia hanno avviato i negoziati per l'associazione, che hanno portato alla firma di un accordo di libero scambio con l'Unione europea il 22 luglio 2013. L'accordo di associazione della Georgia e della Moldavia con l'Unione europea è stato firmato il 29 novembre 2013 a Vilnius; dopo l'approvazione del Parlamento europeo, avvenuta il 18 dicembre 2014, e la ratifica degli stati membri, l'accordo è entrato in vigore il 1º gennaio 2016, determinando anche l'esenzione dei visti per i cittadini georgiani.
Il 3 marzo 2022, durante l'invasione russa dell'Ucraina, il primo ministro Irak'li Gharibashvili ha ufficialmente firmato la richiesta di adesione all'Unione europea. Il successivo 17 giugno la Commissione europea ha pubblicato il proprio parere negativo alla concessione dello status di candidato ufficiale alla Georgia, raccomandando di proseguire nelle riforme necessarie per rafforzare la sua economia di mercato.
Nel rapporto sull'allargamento del 2023, pubblicato l'8 novembre, la Commissione europea ha raccomandato di concedere lo status di candidato alla Georgia, pur indicando delle misure da intraprendere in vista di tale passo, e il 14 dicembre 2023 il Consiglio europeo ha concesso alla Georgia lo status di candidato all'adesione.
Dopo le contestate elezioni parlamentari di ottobre 2024, si sono scatenate forti proteste nel paese, con i manifestanti che hanno accusato il partito al governo Sogno Georgiano di aver rubato le elezioni. Il 28 novembre il primo ministro Irak'li K'obakhidze ha annunciato la sospensione dei negoziati di adesione all'Unione europea fino al 2028, accusando l'UE di aver fatto leva sulle proteste per esercitare pressioni sul Governo.

## Progresso dei negoziati
| Capitoli dell'acquis                                             | Situazione attuale (2023)       | Inizio Screening | Completamento Screening | Apertura Capitolo | Chiusura Capitolo |
| ---------------------------------------------------------------- | ------------------------------- | ---------------- | ----------------------- | ----------------- | ----------------- |
| 1. Libertà di circolazione delle merci                           | Qualche livello di preparazione |                  |                         |                   |                   |
| 2. Libertà di circolazione dei lavoratori                        | Fase iniziale                   |                  |                         |                   |                   |
| 3. Diritto di stabilimento/libertà di provvedere ai servizi      | Moderatamente preparato         |                  |                         |                   |                   |
| 4. Libera circolazione dei capitali                              | Moderatamente preparato         |                  |                         |                   |                   |
| 5. Appalti pubblici                                              | Qualche livello di preparazione |                  |                         |                   |                   |
| 6. Diritto societario                                            | Qualche livello di preparazione |                  |                         |                   |                   |
| 7. Diritto alla proprietà intellettuale                          | Qualche livello di preparazione |                  |                         |                   |                   |
| 8. Competitività                                                 | Fase iniziale                   |                  |                         |                   |                   |
| 9. Servizi finanziari                                            | Qualche livello di preparazione |                  |                         |                   |                   |
| 10. Società dell'informazione/Media                              | Qualche livello di preparazione |                  |                         |                   |                   |
| 11. Agricoltura/Sviluppo rurale                                  | Fase iniziale                   |                  |                         |                   |                   |
| 12. Sicurezza alimentare/Politica veterinaria e fitosanitaria    | Qualche livello di preparazione |                  |                         |                   |                   |
| 13. Pesca                                                        | Qualche livello di preparazione |                  |                         |                   |                   |
| 14. Politica dei trasporti                                       | Qualche livello di preparazione |                  |                         |                   |                   |
| 15. Energia                                                      | Qualche livello di preparazione |                  |                         |                   |                   |
| 16. Tassazione                                                   | Moderatamente preparato         |                  |                         |                   |                   |
| 17. Economia/Politica monetaria                                  | Moderatamente preparato         |                  |                         |                   |                   |
| 18. Statistiche                                                  | Qualche livello di preparazione |                  |                         |                   |                   |
| 19. Politica sociale/Occupazione                                 | Qualche livello di preparazione |                  |                         |                   |                   |
| 20. Impresa/Politica industriale                                 | Moderatamente preparato         |                  |                         |                   |                   |
| 21. Reti transeuropee                                            | Qualche livello di preparazione |                  |                         |                   |                   |
| 22. Politica regionale/Coordinamento degli strumenti strutturali | Qualche livello di preparazione |                  |                         |                   |                   |
| 23. Magistratura/Diritti fondamentali                            | Qualche livello di preparazione |                  |                         |                   |                   |
| 24. Giustizia/Libertà/Sicurezza                                  | Qualche livello di preparazione |                  |                         |                   |                   |
| 25. Scienza/Ricerca                                              | Moderatamente preparato         |                  |                         |                   |                   |
| 26. Educazione/Cultura                                           | Moderatamente preparato         |                  |                         |                   |                   |
| 27. Ambiente                                                     | Fase iniziale                   |                  |                         |                   |                   |
| 28. Consumatori/Tutela della salute                              | Qualche livello di preparazione |                  |                         |                   |                   |
| 29. Unione doganale                                              | Moderatamente preparato         |                  |                         |                   |                   |
| 30. Relazioni esterne                                            | Moderatamente preparato         |                  |                         |                   |                   |
| 31. Politica estera/Sicurezza/Difesa                             | Moderatamente preparato         |                  |                         |                   |                   |
| 32. Controlli finanziari                                         | Qualche livello di preparazione |                  |                         |                   |                   |
| 33. Disposizioni finanziarie e di bilancio                       | Fase iniziale                   |                  |                         |                   |                   |
| 34. Istituzioni                                                  | Nessuna misura da adottare      |                  |                         |                   |                   |
| 35. Altri problemi                                               | Nessuna misura da adottare      |                  |                         |                   |                   |
| Progresso                                                        |                                 | 0 su 33          | 0 su 33                 | 0 su 33           | 0 su 33           |